# Antonio De Viti De Marco
Antonio De Viti de Marco (Lecce, 30 settembre 1858 – Roma, 1º dicembre 1943) è stato un economista e politico italiano.
Ideologicamente liberaldemocratico, liberista, meridionalista e antifascista, fu uno dei soli 12 accademici italiani a rifiutare il giuramento di fedeltà al fascismo.

## Biografia

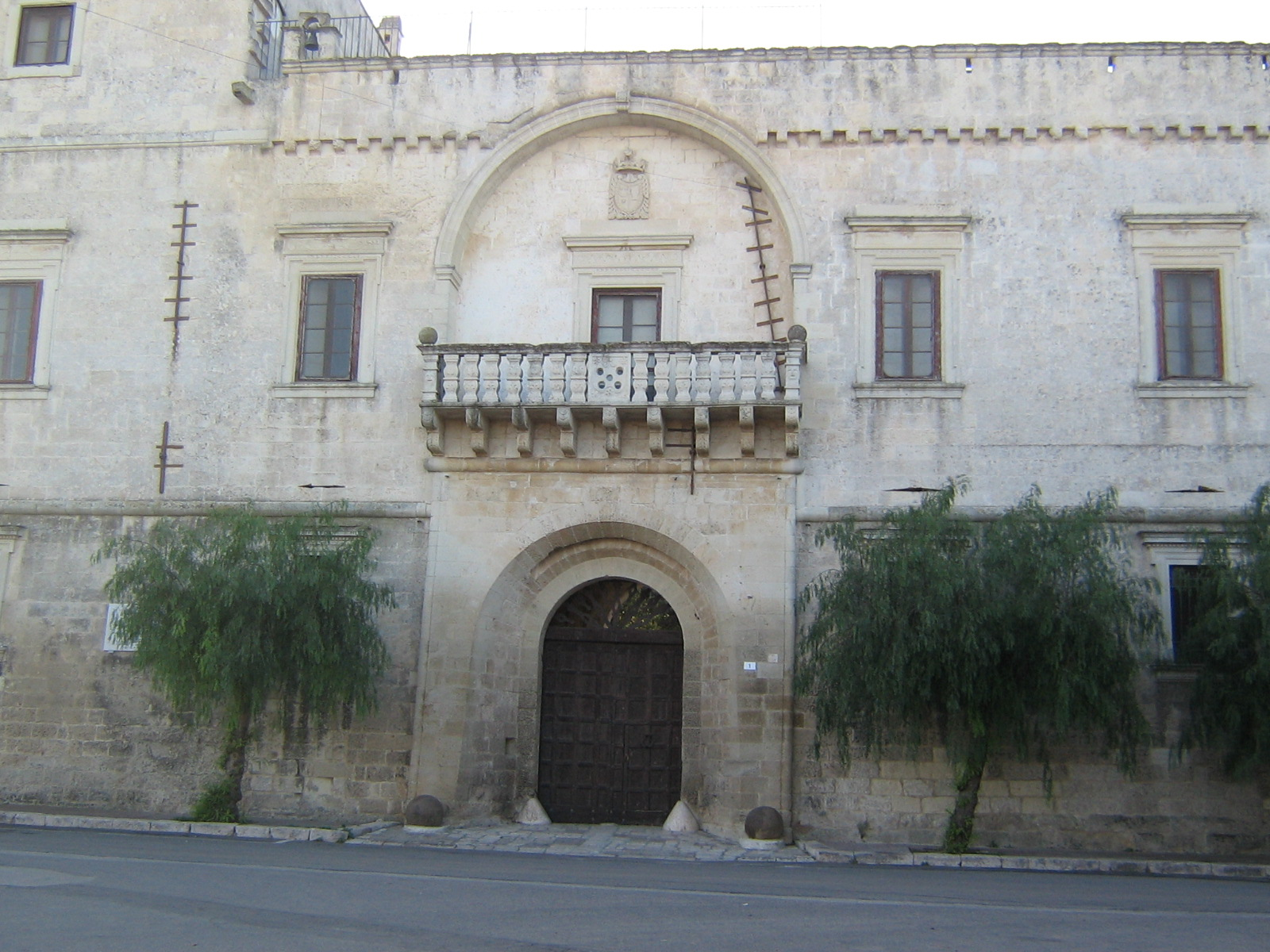
Il castello De Viti de Marco a Casamassella

Nato nel 1858 a Lecce, Antonio De Viti de Marco, destinato a diventare uno dei maggiori economisti italiani a cavallo tra il XIX e il XX secolo, visse a Casamassella, piccola frazione di Uggiano la Chiesa in provincia di Lecce, la propria infanzia e gioventù, dimorando nel castello nobiliare della famiglia, i marchesi di Casamassella, o nella residenza nel capoluogo salentino dove frequentò con successo il Liceo classico statale intitolato, segno del destino, all'economista pugliese settecentesco Giuseppe Palmieri.
Personalità versatile e fortemente impegnata nel sociale e in politica, Antonio si iscrisse poi alla facoltà di Giurisprudenza dell'Università di Roma, andando peraltro contro le proprie inclinazioni che lo avrebbero portato invece ad assecondare la sua già spiccata attitudine per le materie scientifiche e tecniche. Durante gli studi nella capitale, strinse grande amicizia con il quasi coetaneo Maffeo Pantaleoni che, come lui, si sarebbe distinto negli studi economici.
Nel 1881 conseguì la laurea e iniziò a tenere seminari presso l'Università di Napoli. Dopo aver lavorato nelle università di Camerino, Macerata e Pavia, nel 1887 fu chiamato alla cattedra di Scienza delle finanze dell'Università di Roma, dove avrebbe poi insegnato per oltre quarant'anni.
Nel 1890 acquistò il Giornale degli economisti insieme all'amico Maffeo Pantaleoni e a Ugo Mazzola, diventandone direttore. A meno di quarant'anni, Antonio De Viti De Marco era già noto come uno dei principali economisti viventi e la sua fama si accrebbe ulteriormente quando riuscì a riunire nel suo Giornale degli economisti i migliori cervelli dell'epoca, tra i quali Vilfredo Pareto e Luigi Einaudi.
Nel 1901 fu eletto al Parlamento come deputato, aderendo al Partito Radicale Italiano; qui si batté in particolar modo contro la politica protezionistica (nel 1904 fondò la Lega Antiprotezionista).
Dalle colonne del giornale prima e dai banchi del Parlamento poi, si dimostrò strenuo oppositore di Francesco Crispi e Giovanni Giolitti, nonché della politica doganale del 1887 e dei dazi, prevedendone, con straordinaria lungimiranza, le nefaste conseguenze.
L'intensa attività politica non fu disgiunta da quella di giornalista-saggista esercitata, in stretta collaborazione con il corregionale Gaetano Salvemini, soprattutto sulle colonne de L'Unità, dalle quali l'economista diffuse il suo disegno di modernizzazione della democrazia in Italia, con una grande attenzione ai problemi del Mezzogiorno. Date le sue profonde convinzioni politiche ed economiche di stampo decisamente democratico e liberale, all'avvento del fascismo decise di mettersi in disparte, fino a rassegnare nelle mani del professor Pietro De Francisci, rettore dell'Università di Roma, nel novembre 1931, le dimissioni dalla cattedra in quell'ateneo.

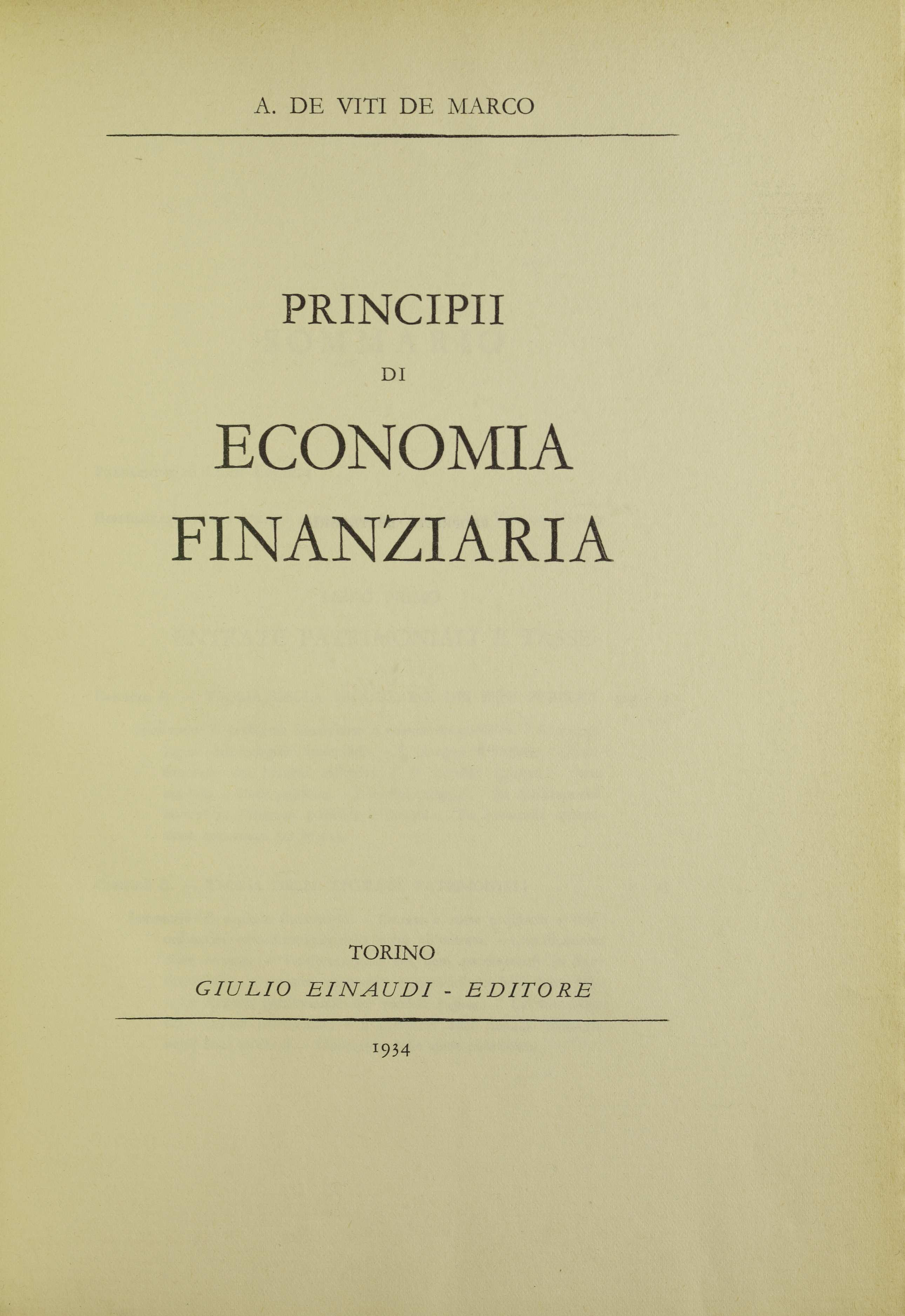
Principii di economia finanziaria, 1934

Fermo oppositore del fascismo, si rifiutò, inoltre, di giurare fedeltà al regime; si dimise dall'Accademia dei Lincei e rifiutò la proposta di Mussolini di essere nominato senatore. La stoica posizione dell'economista è racchiusa nelle parole di Tommaso Fiore, che lo descrisse come "un faro nella notte", senza possibili interlocutori, abbandonato anche dai suoi amici. Salvemini riferiva che:
Il professore continuò, quindi, in solitudine gli studi delle materie economiche, che condusse in modo particolare nel Castello di Casamassella, dove poté concludere la sua opera più importante, I primi principi dell'economia finanziaria, che ebbe notevole successo non solo in Italia ma in tutto il continente, con le edizioni in tedesco, inglese e spagnolo che furono ristampate postume.
Antonio De Viti de Marco è noto soprattutto per le sue opere sullo studio della "Scienza delle Finanze", non ebbe altrettanto successo con "La funzione della Banca".
Al suo pensiero si rifece l'opera di Luigi Einaudi che di lui disse:
De Viti de Marco ebbe tre figli dalla moglie Harriett Lathrop Dunham, figlia di un finanziere statunitense, sposata a Firenze nel 1895.
 Morì a Roma il 1º dicembre 1943.

## Riconoscimenti
Nel quartiere di Vigna Clara (Corso Francia), una delle zone residenziali più esclusive di Roma, gli è stata dedicata una via che collega la via Cassia e la via Flaminia.
L'Istituto Tecnico Economico di Casarano (1968 - anno di erezione della scuola) e l'Istituto Tecnico Economico Tecnologico di Triggiano e Valenzano (BA) sono intitolati all'economista salentino.
Nel 2001 gli è stata intitolata la facoltà di Economia dell'Università del Salento.
Un fatto molto importante fu la forte influenza esercitata dal pensiero economico liberale e a forte connotazione sociale del professore sull'economista e deputato liberale inglese William Beveridge, il quale, cinque anni dopo la morte del De Viti, riuscì a far promulgare dal governo britannico l'Attle Act (1948), con il quale si istituì il NHS (National Health Service), da cui prese il modello il Servizio Sanitario Nazionale (SSN) in Italia, che vide la luce trenta anni dopo (Legge 833/78).
Nel rimandare al lavoro degli storici e degli economisti l'approfondimento della ricerca dei tantissimi punti di influenza dell'opera del professore salentino sul pensiero di Beveridge, non si può non sottolineare come e quanto il De Viti De Marco abbia esercitato un ruolo significativo sulla vita politica e sociale non solo italiana, e come e quanto il suo pensiero abbia rappresentato il punto di partenza per quel servizio sanitario britannico, di stampo marcatamente liberale, che ha fissato il principio secondo il quale ogni cittadino, indipendentemente dal livello economico e sociale, ha il diritto di essere assistito dallo Stato ...from the craddle to the grave (dalla culla alla bara).
In estrema sintesi, quindi, il De Viti De Marco, insieme con il concittadino e coevo Dante De Blasi, contribuì in modo importante allo sviluppo di moderne idee di politica sanitaria e sociale, che da un modello sanitario nazionale di tipo bismarckiano (assicurativo sociale) hanno portato alla sua trasformazione nell'attuale modello Beveridge, di stampo liberale.

## Opere e studi principali
- 1888. Il carattere teorico dell'economia finanziaria. Loreto Pasqualucci, Roma.
- 1893. La pressione tributaria dell'imposta e del prestito. In: "Giornale degli Economisti", serie II, anno IV, vol. VI, gennaio, pp. 38-67; marzo, pp. 216-231.
- 1898. Saggi di economia e finanza. In: "Giornale degli Economisti", Roma, 1898, pp. 61-123.
- 1928. I primi principii dell'economia finanziaria. Sanpaolesi, Roma.
- 1929. Un trentennio di lotte politiche. Collezione meridionale, Roma.
- 1932. Grundlehren der Finanzwirtschaft. J.C.B. Mohr (Paul Siebeck), Tübingen.
- 1934. Principii di economia finanziaria. Einaudi, Torino.
- 1934. Principios Fundamentales de Economia Financiera, Editorial Revista de Derecho Privato, Madrid.
- 1936. First Principles of Public Finance. Jonathan Cape, London (Harcourt Brace & Co., New York).
- 2008 Mezzogiorno e democrazia liberale. Antologia degli scritti. Collana "Classici del meridionalismo", Casa Editrice Palomar, Bari.